# Isla Gaya
Isla Gaya (en malayo: Pulau Gaya) es una isla de Malasia de tamaño considerable con 1465 hectáreas, a sólo 10 minutos de Kota Kinabalu, en el estado de Sabah. En gran parte está deshabitada y sobre todo la isla está protegida como parte del Parque Tunku Abdul Rahman, su superficie está poco desarrollada, aunque la costa oriental está poblada con una conocida colonia ilegal filipina, llamada kampung Lok Urai, con casas sobre pilotes que rodean la playa. El gobierno federal malayo y los gobiernos estatales no la reconocen oficialmente.
La isla tiene una población flotante de 6000 personas sobre todo de etnia Bajau, Ubian y filipinos que proporcionan a Kota Kinabalu la mano de obra barata.